# María Izquierdo Rojo
María Izquierdo Rojo (Oviedo, 13 de septiembre de 1946) es una  filóloga, profesora universitaria y política española. Aunque de origen asturiano, esta feminista vive en Granada desde 1973, donde ha desarrollado su vida profesional y política. Ha sido diputada en el Congreso de los Diputados de España desde la I hasta la III Legislatura y europarlamentaria española durante las legislaturas III, IV y V.

## Formación y trayectoria universitaria
Doctorada en Filosofía y Letras por la Universidad de Oviedo, con una tesis sobre la narrativa de Juan Carlos Onetti con la que obtuvo la calificación cum laude y el premio fin de carrera, trabajó primero en el Colegio Universitario de Málaga y se trasladó definitivamente a vivir a Granada en 1973, donde ha desarrollado su actividad profesional desde entonces, y en cuya Universidad es profesora titular.

## Trayectoria política
Ingresó en el Partido Socialista Obrero Español y en la Federación de Trabajadores de la Enseñanza de UGT en 1973. Aunque ocupó cargos de representación en ambas formaciones, pronto se decantó por la actividad política, destacando su labor al frente de la reconstrucción en el interior del PSOE granadino durante los últimos años de la dictadura franquista.
En las elecciones generales de 1977 fue elegida diputada al Congreso por la provincia de Granada, siendo reelegida en 1979 y 1986.
Iniciado el proceso autonómico tras la Legislatura Constituyente, compaginó su labor parlamentaria con la creación de la estructura preautonómica de la Junta de Andalucía. El 27 de mayo de 1978 fue elegida parlamentaria por la circunscripción de Granada en la Junta Preautonómica de Andalucía,  siendo Consejera de la misma hasta su disolución en 1979. Participó además en la Ponencia del proyecto de Estatuto de Autonomía.
En 1982 fue nombrada Secretaria de Estado para las comunidades autónomas, tiempo en el cual se culminó la constitución de todas las Comunidades a excepción de Ceuta y Melilla. En 1989 fue elegida miembro del Parlamento Europeo, integrada en el Grupo Socialista, puesto que ocupó hasta 2004.
De 1979 a 1983 fue secretaria de Política Autonómica en la Comisión Ejecutiva Federal del PSOE. Fue también miembro del Comité Federal socialista desde la legalización del partido hasta 1990.
En el año 2008, la histórica socialista granadina y ex eurodiputada quedó excluida por primera vez como delegada para los congresos nacional y regional del PSOE a causa, según la propia diputada, de defender una enmienda a favor de la democracia interna del partido en el congreso provincial.